# Rotafolia
Rotafolia (Feng.) D-M.Wang, Hao & Q.Wang, 2005 es un género de Equisetophyta probablemente de porte herbáceo conocido por sus restos fósiles localizados en rocas sedimentarias correspondientes a finales del periodo Devónico (Fameniense) en yacimientos de la Formación Xiejingsi de la provincia de Hubei, China.
La única especie conocida en la actualidad, Rotafolia songziensis fue descrita a partir de restos fósiles que habían sido mal identificados y se suponían correspondientes a otras especies afines. Estos fósiles muestran unos tallos anisótomos con nudos y entrenudos caracterizados por un ribeteado longitudinal. A partir de los nudos se originan ramificaciones laterales vegetativas y ramificaciones fértiles. Tanto las ramificaciones vegetativas como los ejes principales portan espinas y en sus nudos verticilos de seis hojas cuneiformes dos a cuatro veces divididas. Las ramificaciones fértiles portan en posición terminan un estróbilo formado por 16 verticilos de brácteas portadoras de entre 6 y 8 esporangios ovoides.

## Anatomía
El género Rotafolia y su única especie conocida hasta el momento, Rotafolia songziensis, fueron descritos a partir de restos fósiles muy fragmentarios correspondientes a varios yacimientos y campañas de excavaciones. De este modo muchos fósiles que habían sido asignados a otras especies y géneros, Sphenophyllum yiduense, Hamatophyton verticillatum, Hamatophyton yiduense, Sphenophyllostachys songziensis, Sphenophyllostachys huangkuangensis, Sphenophyllostachys oblongifolius, Sphenophyllostachys sp. y Hamatophyton sp. fueron agrupados en un nuevo taxon tras análisis más profundos de su anatomía.
Los fósiles de Rotafolia muestran unos ejes o tallos principales de hasta 20 cm de longitud y entre 0,8 y 8,3 cm de grosor en los ejemplares mejor conservados con crecimiento anisótomo y espinas de hasta 3 mm de longitud. Estos ejes, como en otros representantes de su orden, se encuentran organizados en nudos y entrenudos con ribeteado o estriado longitudinal y entre 1,5 y 4,8 cm de longitud. A partir de los nudos se originan ramificaciones laterales en ángulos variables de 45° a 85°.
Ejemplares excepcionalmente conservados de tallos muestran que estos vegetales tenían un sistema vascular de tipo actinostela  formada por un cilindro central de perfil triangular redondeado formado por tres haces de xilema primario de maduración exarca con traqueidas poligonales. Este xilema primario está rodeado por un protoxilema con traqueidas de entre 12 y 30 m de diámetro. El metaxilema está formado por traqueidas que incrementan centrípetamente su diámetro de 25 a 85 m. Alrededor de este cilindro central se localiza un xilema secundario radial formado por traqueidas tetragonales de entre 17 y 45 m y tejidos periféricos que no se han conservado.
Las hojas de los representantes del género Rotafolia se originan en los nudos de tllos principales y secundarios y forman verticilos de seis piezas. La lámina de las hojas es cuneiforme a espatulada con entre 5 y 24 mm de longitud y entre 2 y 18 de anchura. Las hojas se dividen dos a cuatro veces isótoma o anisótomamente en ángulos de entre 20° y 80° y, característicamente, se insertan en el nudo en ángulo recto en las zonas basales de las ramificaciones y en ángulo recto en las zonas apicales.
Los ejes fértiles de este género se insertan en ángulos de entre 30° y 45° en los tallos principales y tienen una longitud mayor de 7,8 cm y un grosor de entre 2,7 y 6,4 cm. En el extremo de estas ramificaciones fértiles se localiza un estróbilo de entre 2,9 y 8,5 cm de longitud y entre 1 y 2,2 cm de anchura. Esta estructura está formada por un eje principal con 16 verticilos de unidades fértiles con internudos de 0,5 a 1,6 cm. Cada verticilo se encuentra insertado a 60° o 90° en el estróbilo. Las unidades fértiles de hasta 11 cm de longitud están formadas por brácteas elongadas o cuneadas de entre 5 y 6,7 cm con entre 10 y 18 segmentos laterales distales y 6 a 10 esporangios ovoides de hasta 3,8 mm de longitud y 0,4 mm de grosor.